# Batnaya
Batnaya (syrisch ܒܛܢܝܐ, arabisch باطنايا, DMG Bāṭnāyā) ist eine überwiegend christlich-assyrische Stadt im Irak. Sie befindet sich etwa 20 km nördlich von Mosul und 5 km nördlich von Tel Keppe in der Ninive-Ebene der gleichnamigen Provinz Ninawa.

## Bevölkerung
Im Jahre 2014 hatte Batnaya etwa 6000 Einwohner, die praktisch alle als Christen der Chaldäisch-katholischen Kirche angehören. Sie bezeichnen sich als Chaldäer, werden aber auch Assyrer des chaldäischen Ritus genannt.
Laut einer 2020 erschienenen Studie von Kirche in Not identifizierten sich 95 % der im Jahre 2019 befragten Christen aus Batnaya als Chaldäer, der Rest als Assyrer. Sämtliche befragten Christen in Batnaya gaben als erste Sprache Surith („Syrisch“, Ost-Aramäisch) an.

## Geschichte
Batnaya wurde erstmals im 7. Jahrhundert als Beth Madai erwähnt. Eine entscheidende Rolle bei der Christianisierung von Batnaya spielte der Mönch Abraham (Awrāha oder Oraha), der zur Zeit des Patriarchen der Kirche des Ostens, Ischoʿyahb II. (628 bis 645) lebte. An der Stelle, wo er wohnte, entstand in dieser Zeit das Mar-Oraha-Kloster. Die Christen Batnayas gehörten ursprünglich der Kirche des Ostens an, doch beginnend im 17. Jahrhundert und vollständig im 18. Jahrhundert trat die Bevölkerung zur mit Rom unierten Chaldäisch-katholischen Kirche über. Im Jahre 1743 wurde Batnaya von Truppen des persischen Herrschers Nader Schah zerstört, und die Hälfte der Einwohner wurde umgebracht.
Anfang August 2014 standen Einheiten der islamistischen Terrormiliz Daesch (IS) vor Batnaya, und in der Nacht vom 6. zum 7. August 2014 verließen sämtliche 6000 Einwohner den Ort. Am 7. August wehte die schwarze Fahne des Daesch über Batnaya. Der Vormarsch der Islamisten kam aber zum Stehen, und der Ort lag über zwei Jahre an der Frontlinie. Nach massivem Bombardement nahmen kurdische Peschmergas am 20. Oktober 2016 Batnaya ein. Die Ortschaft lag in Trümmern – die am schwersten zerstörte Ortschaft der Ninive-Ebene. Eines der sehr wenigen fast unversehrten Gebäude war die St.-Kyriakos-Kirche. Nach Angaben von Kirche in Not stand nur noch 1 % der im Jahre 2014 noch 997 von Christen bewohnten Häuser. Der Wiederaufbau wurde durch vom Daesch in den Ruinen gelegte Sprengfallen sowie durch die Tunnelsysteme der Islamisten verzögert. Darüber hinaus war Batnaya zwischen der Regierung in Bagdad und der Führung der Autonome Region Kurdistan umstritten. Nach einer 2020 erschienenen Studie von Kirche in Not war bis August 2019 erst 1 % der vor der Daesch-Herrschaft rund 4750 chaldäischen Katholiken nach Batnaya zurückgekehrt. Nach anderen Angaben waren es im November 2018 etwa 15 % Rückkehrer.
Anfang 2019 begann ein Projekt zum Wiederaufbau von 400 Häusern in Batnaya durch das Entwicklungsprogramm der Vereinten Nationen (UNDP) mit finanzieller Unterstützung durch das deutsche Bundesministerium für wirtschaftliche Zusammenarbeit und Entwicklung, um 1600 Menschen die Rückkehr nach Batnaya zu ermöglichen. Im Mai 2019 kehrten die ersten zehn Familien in ihre Häuser in Batnaya zurück. Das mit Unterstützung von Kirche in Not gegründete Ninive-Wiederaufbau-Komitee (Nineveh Reconstruction Committe NRC), dem je zwei Vertreter der Chaldäischen, der Syrisch-Katholischen und der Syrisch-Orthodoxen Kirche angehören, begann im März 2020 mit einem Programm zum Wiederaufbau der kirchlichen Infrastruktur von Batnaya. Hierzu gehört die Renovierung der St.-Kyriakos-Kirche, der Kapelle der Unbefleckten Empfängnis, des chaldäisch-katholischen Pfarrsaals, der kirchlichen Bücherei und des Presbyteriums. Ebenso sollen das vom Daesch zerstörte Dominikanerkloster St. Oraha und der chaldäisch-katholische Kindergarten für 125 Kinder wieder aufgebaut werden. Unabhängig davon wurde mit der Wiederherstellung der Strom- und Wasserversorgung sowie der Schulen begonnen. Von Sommer 2019 bis Anfang März 2020 kehrten in acht Monaten 300 Menschen nach Batnaya zurück. An Ostern 2022 wurde der erste Gottesdienst in der wiederhergestellten St. Kyriakos-Kirche gefeiert, deren Wiederaufbau vom katholischen Hilfswerk Kirche in Not maßgeblich unterstützt worden war.

## Wirtschaft
In der Vergangenheit war Batnaya bekannt für seine Strohmatten, für welche die Einwohner das Stroh im Tal des Flusses Chosr ernteten. Anfang des 21. Jahrhunderts lebte ein großer Teil der Einwohner von verschiedenen landwirtschaftlichen Produkten, während andere im Handel tätig waren.

## Sehenswürdigkeiten
In Batnaya gibt es drei Kirchen: Im Ortszentrum steht die Kirche St.-Kyriakos-Kirche (Mar Qouryakos, كنيسة مار قرياقوس). Sie wurde 1944 errichtet auf den Ruinen eines Klosters aus dem frühen 15. Jahrhundert, das dem ostkirchlichen Heiligen und Kind-Märtyrer Kyriakos († 305) geweiht war. Neueren Datums ist die Marienkirche (Mart Maryam) aus dem Jahre 1966. Darüber hinaus steht hier die Kirche St. Georg (Mar Gewargis), die erstmals in einer Inschrift von 1745 erwähnt wird. Etwa 1 km nordöstlich von Batnaya steht das Mar-Oraha-Kloster (دير مار أوراها).